# Achyra protealis
Achyra protealis là một loài bướm đêm trong họ Crambidae.